# Jerry Williams & The Violents At The Star-Club
Jerry Williams & The Violents At The Star-Club är Jerry Williams fjärde album. Delvis inspelad på Star Club i Tyskland 1963. Ljudkvaliteten på inspelningarna från Tyskland var så dålig att publik bjöds in till Europafilms studio i Stockholm och en konsert spelades in även där. Inspelningar från dessa två konserter bildar tillsammans detta album. Utgiven av skivbolaget Sonet 1964 (STLP-45). Producerad av Gunnar Bergström. 

## Låtlista[2]
1. Theme (Rune Persson - Tonny Lindberg)
2. Sweet Little Sixteen (Chuck Berry)
3. Fellin' Blue (Erik Fernström - Al Sandström)
4. No More Lovin' (Rune Persson - Brian Isaacs)
5. Corrine, Corrina (Williams - Chatman - Parish)
6. I'm Falling In love Tonight (Don Robertson)
7. Twistin' Patricia (Hello Goodbye) (Text & arr: Ray Maxwell)
8. C'mon Everybody (Joy Byers)
9. Darling Nelly Grey (arr: Frogman - Åkeson)
10. Forty Days (Chuck Berry)
11. Ave Maria No Morro (Hierivelto Martins)
12. All Shook Up (Otis Blackwell - Elvis Presley)
13. What I'd Say (Ray Charles)
14. Be-Bop-a-Lula (Gene Vincent - Sheriff Tex Davis)
15. Mean Woman Blues (Claude DeMetrius)
16. Long Tall Sally (Richard Penniman - Robert Blackwell - Johnson)
17. Theme (Rune Persson - Tonny Lindberg)